# Лепар-Понгок
Лепар-Понгок — район в Индонезии, в провинции Банка-Белитунг, в округе Южная Банка. Население — 11 706 чел. (2010).

## География и климат
Район расположен на двух островах — большем (Лепар) и меньшем (Понгок). Рельеф местности плоский. Остров Лепар отделён одноимённым проливом от острова Банка.
Климат в Лепар-Понгоке очень тёплый и влажный. Среднее значение давления воздуха в год — 1009,4 мбр. Среднегодовая температура — +27 °C. Влажность воздуха — 82,8%. Количество осадков в месяц — 287 мм.

## Административное деление
В состав кечаматана (района) входит ряд населённых пунктов:
- Кумбун[индон.]
- Пенутук[индон.]
- Понгок[индон.]
- Танджунглабу[индон.]
- Танджунгсанкар[индон.]

## Население
Численность населения Лепар-Понгока в 2010 г. составляла 11 706 человек (в 2008 г. — 12 664, в 2009 — 12 701, падение в 2010 по сравнению с 2009 — 7,83%). Плотность населения — 44 чел./км². Коэффициент соотношения полов — 1,09, т. е., мужчин больше, чем женщин, что в целом свойственно для всей Индонезии. 

## Экономика
Основу местной экономики составляет аграрный сектор. В районе выращивают рис (289,5 т в 2010 г.), кукурузу, маниок и сладкий картофель. Также выращивают перец (318 т в 2010 г.) и производят резину из местного каучука (842 т).
Ещё одним важным компонентом местной экономики является горно-добывающая промышленность (добыча олова).
Доступ к электроэнергии имеет 16,54% домохозяйств (2010 г.).